# Unterseeboot 444
L'Unterseeboot 444 ou U-444 est un U-Boot type VIIC utilisé par la Kriegsmarine pendant la Seconde Guerre mondiale.
Le sous-marin fut commandé le 13 avril 1940 à Dantzig (Schichau-Werke), sa quille fut posée le 10 février 1941, il fut lancé le 26 février 1942, et mis en service le 9 mai 1942, sous le commandement de l'Oberleutnant zur See Albert Langfeld.
L'U-444 n'endommagea ou ne coula aucun navire au cours des 2 patrouilles (60 jours en mer) qu'il effectue. Le sous-marin participe à trois Rudeltaktik.
Il est coulé par des navires Alliés dans l'Atlantique en mars 1943.

## Conception
Unterseeboot type VII, l'U-444 avait un déplacement de 769 tonnes en surface et 871 tonnes en plongée. Il avait une longueur totale de 67,10 m, un maître-bau de 6,20 m, une hauteur de 9,60 m, et un tirant d'eau de 4,74 m. Le sous-marin était propulsé par deux hélices de 1,23 m, deux moteurs diesel Germaniawerft M6V 40/46 de 6 cylindres en ligne de 1 400 cv à 470 tr/min, produisant un total de 2 060 à 2 350 kW en surface et de deux moteurs électriques AEG GU 460/8-276 de 375 cv à 295 tr/min, produisant un total 550 kW, en plongée. Le sous-marin avait une vitesse en surface de 17,7 nœuds (32,8 km/h) et une vitesse de 7,6 nœuds (14,1 km/h) en plongée. Immergé, il avait un rayon d'action de 80 milles marins (150 km) à 4 nœuds (7,4 km/h; 4,6 milles par heure), et pouvait atteindre une profondeur de 230 m. En surface son rayon d'action était de 8 500 milles nautiques (soit 15 700 km) à 10 nœuds (19 km/h). 
L'U-444 était équipé de cinq tubes lance-torpilles de 53,3 cm (quatre montés à l'avant et un à l'arrière) qui contenait quatorze torpilles. Il était équipé d'un canon de 8,8 cm SK C/35 (220 coups) et d'un canon antiaérien de 20 mm Flak. Il pouvait transporter 26 mines TMA ou 39 mines TMB. Son équipage comprenait 4 officiers, 15 officiers mariniers et 26 hommes d'équipage.

## Historique
Il sert dans la 8. Unterseebootsflottille (flottille d'entrainement) jusqu'au 31 décembre 1942, dans la 3. Unterseebootsflottillejusqu'à sa perte. 
Lors de sa phase d'instruction et d'entrainement en mer Baltique, l'U-444 est percuté accidentellement par l'U-612 au large de Dantzig, le 6 août 1942. L'U-612 coule lors de l'accident qui coûte la vie à deux hommes d'équipage.
Sa première patrouille du 17 décembre 1942 au 3 février 1943, au départ de Kiel, se déroule dans l'Atlantique Nord, entre les Îles Féroé et les Îles Shetland. Il accoste à La Rochelle (La Pallice), en France occupée, après 49 jours en mer.
Sa deuxième patrouille du 1er mars au 11 mars 1943, au départ de La Rochelle l'amène dans l'Atlantique Nord. Chassant le convoi HX-228, l’U-444, pris à partie par un destroyer, plonge. Il est grenadé, huit explosions sont entendues. Les avaries considérables obligent le sous-marin à faire surface. Une partie de l’équipage abandonne le navire, l’autre arme les canons. Quatre sous-mariniers sautent à l’eau avant que le submersible disparaisse. Il coule dans l'Atlantique à la position 51° 14′ N, 29° 18′ O, par des charges de profondeur lancées par le destroyer HMS Harvester et par la corvette française Aconit, laquelle fut faite, ainsi que son commandant, Jean Levasseur, compagnon de la Libération.
Cette attaque provoqua la mort de 41 des 45 membres d'équipage. 

## Affectations
- 8. Unterseebootsflottille du 9 mai 1942 au 31 décembre 1942 (Période de formation).
- 3. Unterseebootsflottille du 1er janvier 1943 au 11 mars 1943 (Unité combattante).

## Commandement
- Oberleutnant zur See Albert Langfeld du 9 mai 1942 au 11 mars 1943.

## Patrouilles
|       | Commandant            | Départ           | Départ     | Arrivée        | Arrivée    | Jours    | Succès |
| ----- | --------------------- | ---------------- | ---------- | -------------- | ---------- | -------- | ------ |
| 1     | Oblt. Albert Langfeld | 17 décembre 1942 | Kiel       | 3 février 1943 | La Pallice | 49 jours |        |
| 2     | Oblt. Albert Langfeld | 1er mars 1943    | La Pallice | 11 mars 1943   | Coulé      | 11 jours |        |
| Total | Total                 | Total            | Total      | Total          | Total      | 60 jours | 0 t    |

Note : Oblt. = Oberleutnant zur See

### Rudeltaktik
L'U-444 prit part à trois Rudeltaktik (meutes de loup) durant sa carrière opérationnelle.
- Falke (28 décembre 1942 - 19 janvier 1943)
- Lansquenet (19 - 24 janvier 1943)
- Neuland (8 - 11 mars 1943)